# Onthophagus tricornifrons
Onthophagus tricornifrons là một loài bọ cánh cứng trong họ Bọ hung (Scarabaeidae).